# Melchingen (Adelsgeschlecht)

Wappen: weißer Schwanenflügel in blauem Schild

Die edelfreien Herren von Melchingen haben die gleiche Abstammung und das gleiche Wappen wie die Herren von Hölnstein und Lichtenstein.
Die Brüder Burkhard und Arnold von Melchingen werden zwischen 1254 und 1318 urkundlich erwähnt und gehörten zum Umfeld der Grafen von Zollern, Württemberg und Hohenberg. Burkart führte 1292 den Rittertitel. Ein anderer Burkhard von Melchingen erhielt 1344 von Graf Eberhard II. und Ulrich von Württemberg deren Teil der Burg Melchingen dem zu Lehen. Hugo von Melchingen erbeutete 1363 in der Schlacht bei Torrita die Fahne des Grafen Niccolo de Montefeltro. Im Jahr 1381 wurden die Brüder Renhard, Konz und Marquard als Brüder urkundlich erwähnt. 1402 wurden die Gebrüder Märklin und Hans sowie deren Schwester Adelheid als Gattin Heinrichs von Weitingen namentlich erwähnt. Unter den 232 Adligen des Grafen von Württemberg kämpfte 1431 ein Renhard von Melchingen in der Schlacht bei Taus gegen die Hussiten.
Der obengenannte Hans von Melchingen verkaufte 1439 seinen Teil an der Burg Melchingen an die Grafen Heinrich, Hans und Eberhard von Werdenberg. In der Fehde zwischen Hans von Rechberg und Hans von Werdenberg zog am 6. September 1464 der Rechberger von seiner Burg Schramberg nach Melchingen. Was dabei mit der Burg Hohenmelchingen geschah, ist nicht überliefert.
Als letzter des Geschlechts (von einer Zwitterlinie der 'Melchinger' aus Wurmlingen abgesehen) starb der Johanniterkomtur Ber(thold) von Melchingen am 30. Juni 1504 in Basel. Dabei ging das Schloss Hohenmelchingen in den Besitz Württembergs über. 1555 wurde es bereits als Burgstall erwähnt und wurde danach vermutlich als Steinbruch genutzt.

## Bekannte Vertreter der Melchinger

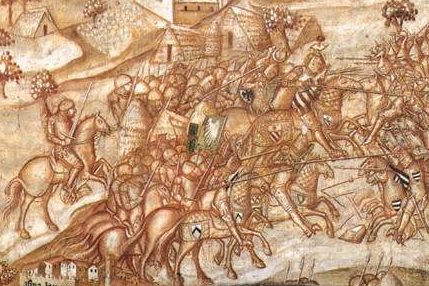
Hugo von Melchingen in der Schlacht bei Torrita

- Hugo von Melchingen